# Sergio Rubini
Sergio Rubini, właśc. Sergio Giuseppe (ur. 21 grudnia 1959 w Grumo Appula) – włoski aktor i reżyser.

## Kariera
W 1978 przeniósł się do Rzymu, gdzie studiował aktorstwo w Accademia Nazionale d’Arte Drammatica Silvio D’Amico. Debiutował na dużym ekranie w dramacie Fatalne pożądanie (Desiderando Giulia, 1985). W komediodramacie fantasy Federica Felliniego Wywiad (Intervista, 1987) z udziałem Anity Ekberg i Marcello Mastroianniego pojawił się jako dziennikarz. 
Spróbował swoich sił po drugiej stronie ekranu jako reżyser komediodramatu Stacja (La Stazione, 1990) ze swoją ówczesną żoną Margheritą Buy, a za swój debiut reżyserski otrzymał David di Donatello, Nastro d’argento, Globo d’oro i Ciak d’oro oraz był nominowany do David di Donatello za najlepszy film. Następnie wyreżyserował dreszczowiec Blondyneczka (La Bionda, 1992) z Nastassją Kinski, a za komediodramat Nasza ziemia (La terra, 2006) zdobył nominację do David di Donatello za najlepszą reżyserię.
Kreacja Joysticka w filmie sensacyjnym sci-fi Nirvana (1997) z udziałem Christophera Lamberta i Emmanuelle Seigner przyniosła mu nominację do David di Donatello dla najlepszego aktora.
Wcielił się w postać Bertuccia, intendent hrabiego Monte Christo w telewizyjnej ekranizacji słynnej powieści Aleksandra Dumasa Hrabia Monte Christo (Le Comte de Monte Cristo, 1998).
Za drugoplanową rolę inspektora Roverini w dramacie kryminalnym Utalentowany pan Ripley (The Talented Mr. Ripley, 1999) u boku Matta Damona, Gwyneth Paltrow i Jude’a Law zdobył Złoty Ciak dla najlepszego aktora drugoplanowego i był nominowany do Nastro d’argento. W filmie Mela Gibsona Pasja (The Passion of the Christ, 2004) wystąpił jako Dobry Łotr.
Prowadził kilka lekcji kina dla studentów różnych włoskich uniwersytetów, w tym Politechniki w Bari i Alma Mater w Bolonii. - „Aktor musi całkowicie polegać na reżyserze” - powiedział w wywiadzie. - „Musisz wciągnąć swoją duszę”.
W 2012 został mianowany prezesem Foggia Film Festival.

## Filmografia
- 1985: Fatalne pożądanie (Desiderando Giulia) jako Stefano
- 1992: Blondyneczka (La Bionda) jako Tommaso
- 1994: Czysta formalność (Una Pura formalità) jako Andre
- 1995: Niebo coraz bardziej błękitne (Il Cielo è sempre più blu)
- 1998: Czysta kpina (L’Albero delle pere) jako Massimo
- 1998: Hrabia Monte Christo (Le Comte de Monte Cristo) jako Bertuccio
- 1997: Nirvana jako Joystick
- 1999: Panni sporchi
- 1999: Balzac (TV) jako Eugene Sue
- 1999: Utalentowany pan Ripley (The Talented Mr. Ripley) jako inspektor Roverini
- 2000: Giorni dispari
- 2000: Tutto l’amore che c’è jako ojciec Carla
- 2000: Denti jako Antonio
- 2000: Mirka jako Helmut
- 2002: Brzemię przeszłości (La Forza del passato) jako Gianni Orzan
- 2002: Amnezja (Amnesia) jako Angelino
- 2002: L’Anima gemella jako Angelantonio
- 2003: A.A.A. Achille jako Remo
- 2003: Mio cognato jako Toni Catapano
- 2004: La Contessa di Castiglione
- 2004: L’Amore ritorna' jako ojciec Giacomo
- 2004: Pasja (The Passion of the Christ) jako Dobry Łotr
- 2005: Kilka słów o miłości (Manuale d’amore) jako Marco